# Musik der Türkei

Lage der Türkei

Die Musik der Türkei weist als Nachfolger des multikulturellen Osmanischen Reiches und ihrer geographischen Lage als Kreuzungspunkt der Kulturen eine große Vielfalt auf. Die türkischen Nomaden aus Zentralasien brachten ihre eigene Musiktradition mit nach Anatolien und integrierten Elemente anderer Musikkulturen in ihr Repertoire (u. a. persische Musik, byzantinische Musik). Ab dem 16. Jahrhundert lässt sich eine eigenständige osmanische Musiktradition nachweisen, die wiederum andere Völker beeinflusste. Gegen Ende des Osmanischen Reiches und mit dem Beginn der republikanischen Kulturpolitik kamen europäische mehrstimmige Musikstile hinzu.

## Geschichte
Die ursprüngliche Musik der Türkei besteht aus zwei großen Traditionen mit unterschiedlichen Charakterzügen. Die erste Tradition ist türkische Kunstmusik (Türk Sanat Müziği), die durch die Kultur der osmanischen Elite charakterisiert wird, stark durch islamische Kultur sowie durch arabische und persische Musik beeinflusst wurde und Spuren indischer Musik und griechisch-römischer Geschichte der Region enthält. Während der osmanischen Ära galt türkische Kunstmusik als die authentische Musik der Türkei. Volksmusik wurde teilweise aus verschiedenen Gründen unterdrückt, beispielsweise aus religiöser Intoleranz.
Die zweite ist die türkische Volksmusik (Türk Halk Müziği), charakterisiert durch die Kultur türkischsprachiger ländlicher Gemeinden in Anatolien, des Balkans und des Nahen Ostens. Obwohl türkische Volksmusik einige Spuren zentralasiatischer Turkkulturen enthält, wurde sie auch stark durch viele andere Kulturen in der Region beeinflusst.
Als 1923 der moderne türkische Staat ausgerufen wurde, verfolgte die neue Republik das Ziel, diese Volksmusik als die „eigenständige Musik des Anatoliens“ wiederzubeleben und die als elitär angesehene „Palastmusik“ der Osmanen nicht weiter zu fördern. Erstmals wurde westliche klassische Musik (alafranga) eingeführt und im Zuge der Europäisierung die Ausbildung türkischer Komponisten gefördert. In den 1920er und 1930er Jahren erfreuten sich Gesellschaftstänze größerer Beliebtheit, wodurch sich eine Nische von Künstler entwickelte, die Tango, Rumba oder Foxtrott auf Türkisch sangen wie z. B. Seyyan Hanım. Zwischen 1934 und 1936/7 war türkische Volksmusik (alaturka) im Rundfunk verboten.

## Traditionelle klassische Musik
Die meiste türkische Musik hat den Makam gemeinsam. Makam ist ein System aus Tonarten oder Tonleitern und anderen Kompositionsregeln, als auch Improvisationsteilen, die Taksim genannt werden. Taksim sind Teile einer Musiksuite, die aus Präludium, Postludium und einem Hauptteil besteht, die mit einer Taksim startet und durch Taksim unterbrochen wird. Auch Lieder sind Teil dieser Tradition. Viele dieser Lieder sind äußerst alt und stammen aus dem 14. Jahrhundert. Viele sind aber auch jüngeren Ursprungs; besondere Popularität erlangten die aus der Feder von Hacı Arif Bey (1831–1885) stammenden Stücke.
Die in der türkischen klassischen Musik üblicherweise gespielten Instrumente sind Oud, Tanbur, Ney, Kanun und Darbuka.
1976 erlebte die türkische klassische Musik eine Renaissance und das Staatskonservatorium in İstanbul wurde gegründet, um klassischen Musikern die gleiche Unterstützung geben zu können, wie dies mit Volksmusikern schon lange der Fall war. Türkische klassische Musik wird in Konservatorien unterrichtet. Das am meisten geachtete ist das Üsküdar Musiki Cemiyeti in İstanbul. Der populärste Sänger der türkischen klassischen Musik ist Münir Nurettin Selçuk, der als erstes einen Hauptsänger etablierte. Andere Künstler sind Bülent Ersoy, Zekai Tunca und Zeki Müren. Im Jahr 1991 wurde durch Mithilfe des türkischen Kultusministeriums das Staatsensemble für klassische türkische Musik (İstanbul Tarihi Türk Müziği Topluluğu) ins Leben gerufen, das die traditionellen Lieder der türkischen Tariqas (Sufi-Orden) pflegt. Prominentestes Mitglied dieses Ensembles ist Ahmet Özhan.

### Religiöse Musik – dinî müzik
Siehe auch: İlahi

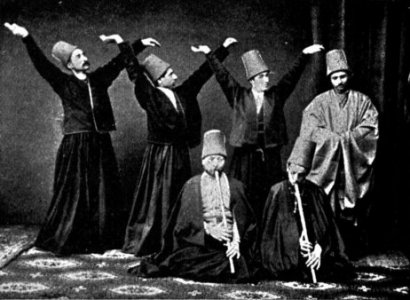
Derwische beim Tanz, Musizierende mit der Ney

Aufgrund der Feindseligkeit der osmanischen Ulema gegenüber instrumentaler Musik konnte sich religiöse Musik nur in Form von oralen Rezitationen entwickeln (z. B. in den verschiedenen Formen des Adhan und des Mevlids).
Die Sufis, die Instrumentalmusik aufgeschlossener waren, bauen in ihre religiöse Zeremonien unter anderem die Ney und die Doppeltrommel kudüm und auch die Saz ein. Dominierend sind aber die Gesänge, welche auf Gedichte vom Gründer und Dichter Dschalal ad-Din Rumi basieren. Ihre langen und komplexen Kompositionen werden Ayın genannt. Die Mevlevi-Derwische sind auch außerhalb der Türkei bekannt. International bekannte Musiker sind Necdet Yaşar und Kudsi Ergüner.

### Mehter müziği
Siehe auch: Janitscharenmusik

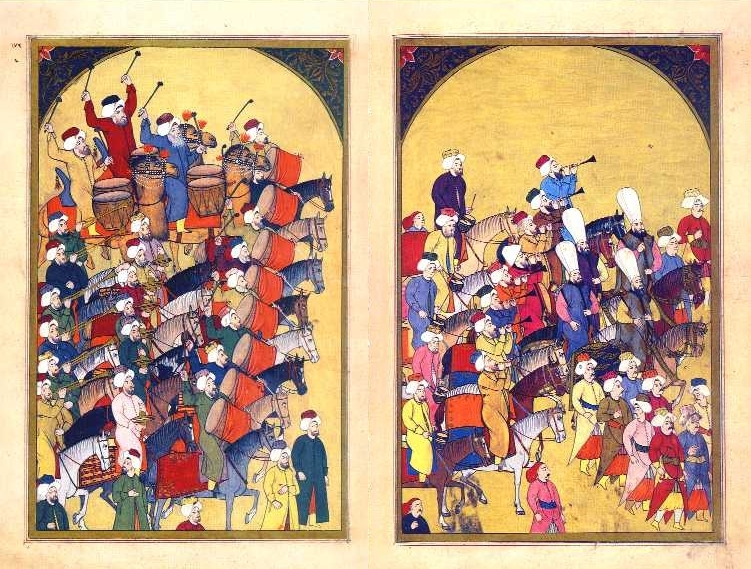
Miniatur des Mehter, 1720

Die Janitscharenmusik ist eine frühzeitig entstandene Form der Militärmusik und Repräsentationsform osmanischer Sultane. Gespielt werden sie von der Mehterhâne. Sie wurden schon 1826 im Zuge einer Reform abgeschafft und durch Kapellen mit europäischem Instrumentarium ersetzt. Heute sind sie verstärkt bei geschichtsträchtigen Anlässen und als touristische Attraktion in historischen Schauplätzen anzutreffen.

## Volksmusik

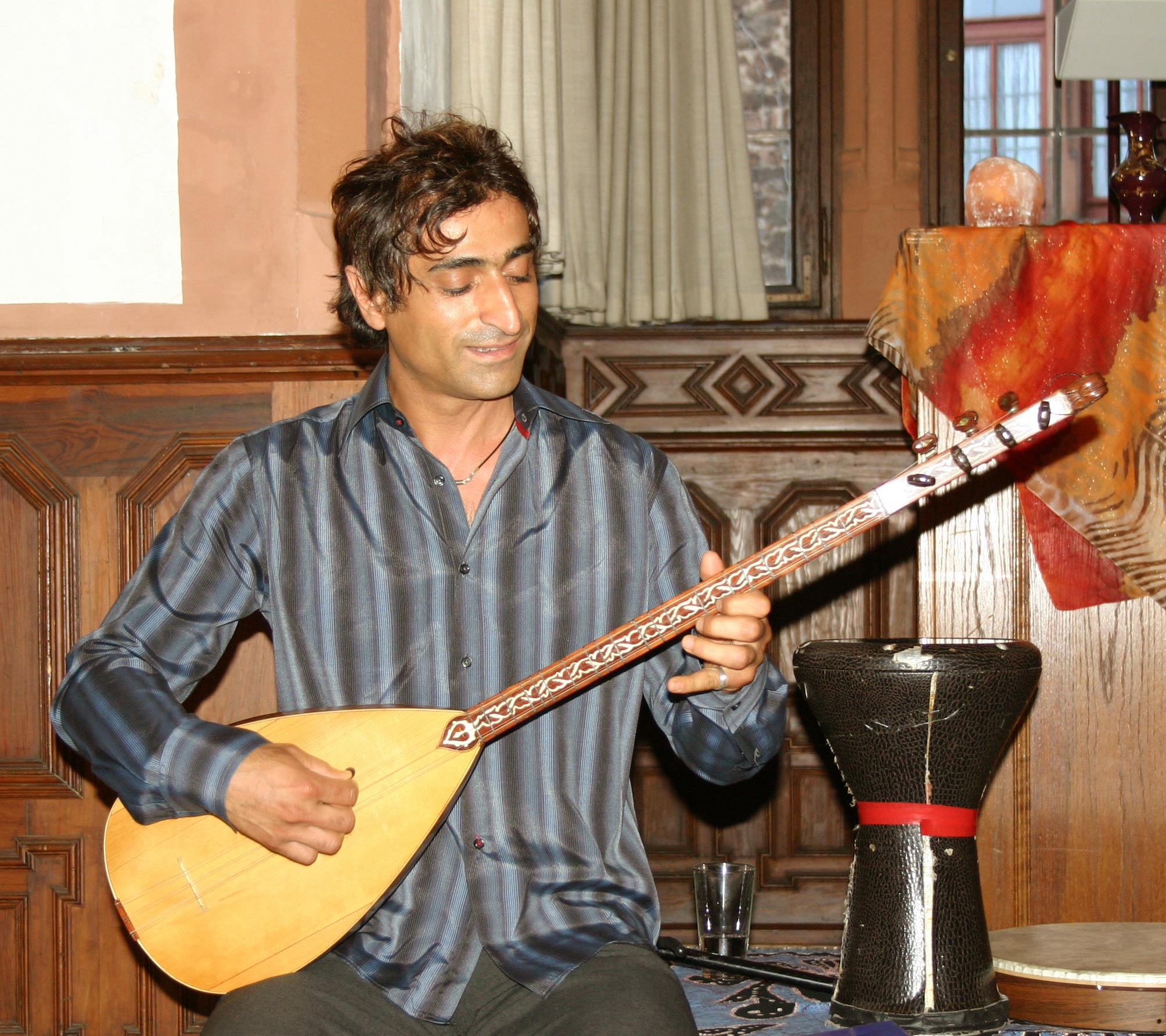
Ein Sazspieler mit einer dunklen Darbuka auf der rechten Seite

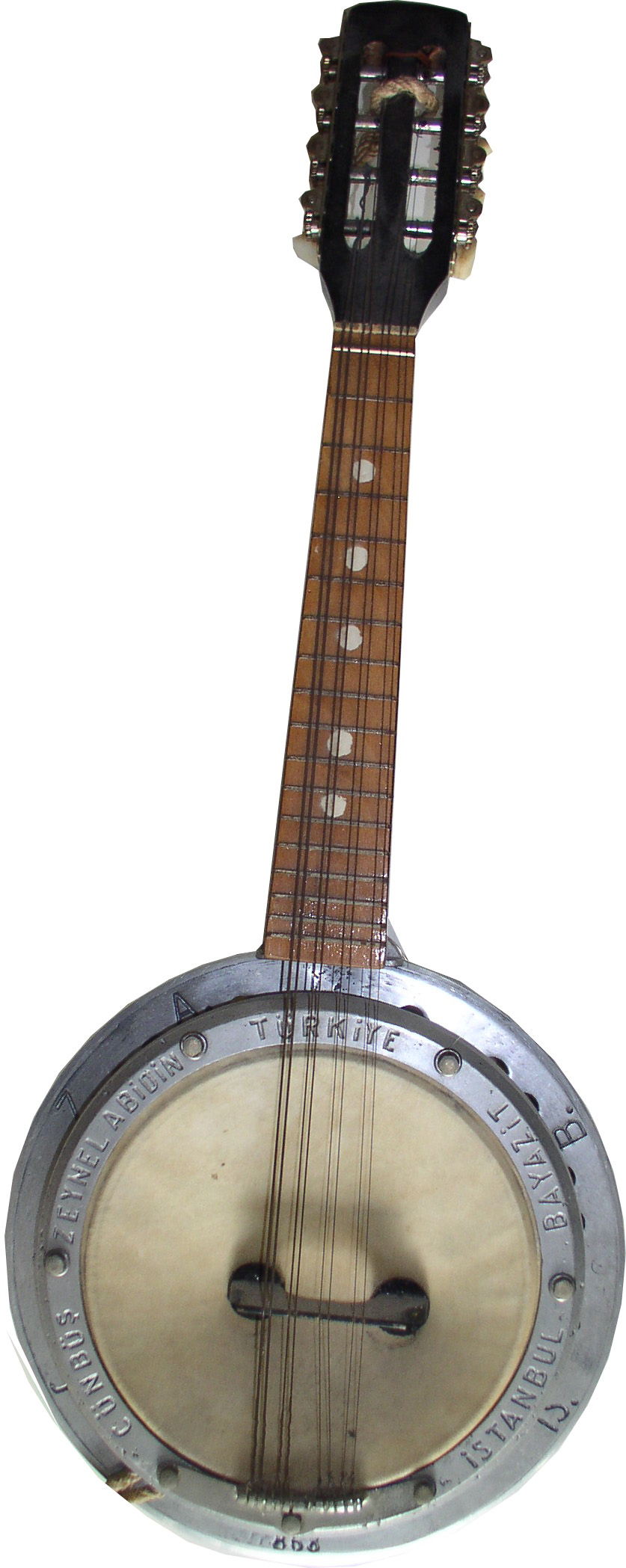
Die für Volksmusik entwickelte Cümbüş

Auf Atatürks Anweisung wurde 1924 eine breite Einordnung und Archivierung von Aufnahmen türkischer Volksmusik aus Anatolien begonnen und bis 1953 fortgeführt. Während dieser Zeit wurden 10.000 Volkslieder gesammelt. Der ungarische Komponist Béla Bartók besuchte im Zusammenhang mit dieser Arbeit 1936 Ankara und den Südosten der Türkei.
Die Folklore der Türkei ist sehr vielseitig und somit auch ihre Musik. Dennoch basiert der größte Teil der türkischen Volksmusik auf der Saz, auch Bağlama, einem Zupfinstrument aus der Familie der Langhalslauten.
Traditionell wird die Saz von reisenden Barden gespielt, die Aşık genannt werden.
Heutzutage bilden Sazorchester, manchmal mit importierten Gitarren, Bassgitarren und Schlagzeug, die Basis für die sehr populäre Volksmusik-Form Türkü.
Das Zurna- und Davul-Duo ist in ländlichen Gebieten beliebt und spielt auf Hochzeiten und anderen Feiern. Weniger laut als die Zurna klingen das Doppelrohrblattinstrument Mey und die Sackpfeife Tulum. Weitere übliche Instrumente sind Elektrosaz, besonders in der Region um Ankara, Darbuka besonders in Rumeli und Kemençe in der Region am Schwarzen Meer.
Volksmusik begleitet üblicherweise Volkstänze, die sich regionsabhängig stark voneinander unterscheiden. Bedeutend sind unter anderem Çiftetelli in Thrakien, Zeybek in der Ägäis, Horon an der Schwarzmeerregion und Halay in Ostanatolien und Südostanatolien.

### Alevitische Musik: Semah und Deyiş
Etwa ein Fünftel der türkischen Bevölkerung sind Aleviten, die das Semah-Tanzritual pflegen, Deyiş-Lieder vortragen und deren bekannte Volksmusik von reisenden Barden gespielt wird, die Aşık heißen. Die Lieder der Aşıks stammen vom zentralen Nordosten der Türkei und enthalten mystische Offenbarungen, Bittgebete an alevitische Heilige und Mohammeds Schwiegersohn Ali. Viele dieser Lieder werden von den Aleviten der Legende von Pir Sultan Abdal zugeschrieben. Ruhi Su belebte die Musik der Aşıks in den frühen 1970ern wieder. Einige Aşıks wie Mahsuni Şerif, Aşık Veysel und Ali İzzet verarbeiteten sozialpolitische Texte.
Aus dem westlichen Anatolien kommt der Bozlak, eine Art vortragende, teilweise improvisierte Musik, für die besonders Neşet Ertaş berühmt ist. Um die Stadt Kars hat die Aşık-Musik eine mehr spirituelle Neigung, die auch in rituellen Schlagabtausch-Wettkämpfen vorkommt.

### Romamusik
Roma sind türkeiweit für ihr Musikantentum bekannt. Ihre Musik wird Fasil genannt und wird oft mit der unteren Gesellschaftsschicht in Verbindung gebracht, kann jedoch auch im besseren Etablissement angetroffen werden. Viele der populärsten Roma-Künstler stammen von Tarlabaşı und spielen Zurna und Darbuka. Der berühmteste Fasil-Musikant ist Mustafa Kandirali.

## Westlich klassische Musik

### Türkischer Einfluss auf die westliche klassische Musik
Europäische klassische Komponisten im 18. Jahrhundert waren von der türkischen Musik, insbesondere den starken Rollen der Blechbläser und Schlaginstrumente in den Janitscharkapellen, fasziniert. Joseph Haydn schrieb seine Militärsinfonie und einige seiner Opern um türkische Instrumente einfließen lassen zu können. Türkische Instrumente wurden auch in Ludwig van Beethovens 9. Sinfonie einbezogen. Mozart schrieb seine Rondo alla turca in seiner Klaviersonate in A-Dur und benutzte auch türkische Motive in einigen seiner Opern. Obwohl dieser türkische Einfluss nur eine Modeerscheinung war, führte er Becken, Basstrommel und Glocke in das Symphonieorchester ein.
Der Jazzmusiker Dave Brubeck schrieb seine Blue Rondo à la Turk als Tribut für Mozart und die türkische Musik.

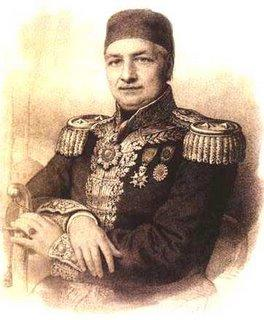
Giuseppe Donizetti

Obwohl die türkische (Militär-)musik europäische Komponisten inspirierte, lässt sich der Einfluss europäischer Klassik in der Türkei erst im 19. Jahrhundert nachweisen. Zuerst wurden im Jahr 1826 die Mehter-Kapellen zugunsten einer neuen europäischen Marschkapelle, der Muzika-yi Humayun aufgelöst. Dabei wirkte Giuseppe Donizetti als oberster Hofmusiker mit und begründete die Tradition westlicher Musik in der Türkei. Größtenteils war die westliche Klassik auf Istanbul beschränkt. Im dort eigens gebauten Naum Theater wurden italienische Opern aufgeführt, zu den Liebhabern gehörten auch die Sultane des 19. Jahrhunderts, wobei  Sultan Abdülaziz selbst westliche Klassikstücke komponieren sollte.
Ab 1880 wirkte Paul Lange in Istanbul mit, der zunächst an der deutschen Schule und deutschen Botschaft tätig war und nach kurzer Zeit zahlreiche Chöre und Orchester der Hauptstadt auch mit einheimischen Musikern und Sängern leitete. Er gründete ein Symphonieorchester, das zum ersten Mal Werke von Beethoven und Wagner in der Türkei aufführte. Ab 1908 reformierte Lange als osmanischer Hofkapellmeister die türkische Militärmusik.

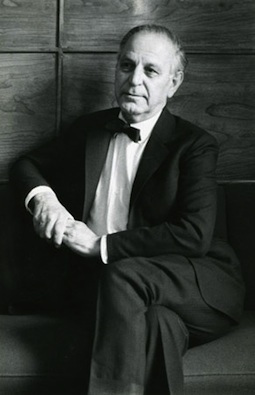
Als Beispiel für die - durch die junge Republik initiierte - Verschmelzung türkischer Volksmusik und europäischer Polyphonie ist Ulvi Cemal Erkins bekanntestes Werk Köçekce zu nennen.

Nach der Gründung der Republik fanden viele Umstrukturierungen statt. 1924 zog das Imperiale Orchester (Mızıka-ı Hümayun) von İstanbul in die neue Hauptstadt Ankara um und wurde in das Orchester der Präsidentschaft der Republik (Riyaset-i Cumhur Orkestrası) umbenannt. Im gleichen Jahr wurde eine Akademie für Ausbilder für Musik im westlichen Stil gegründet. 1926 wurde die Orientalische Musikschule von İstanbul in das Konservatorium von İstanbul umbenannt. Junge talentierte Musiker wurden in das Ausland geschickt, damit sie eine weitergehende musikalische Erziehung genießen konnten. Unter diesen Studenten, von denen viele sich in den Unterricht des bedeutenden österreichischen Komponisten und Musikpädagogen Joseph Marx nach Wien begaben, waren auch die bekannten türkischen Komponisten Cemal Reşit Rey, Ulvi Cemal Erkin, Ahmet Adnan Saygun, Necil Kâzım Akses und Hasan Ferit Alnar. Nachdem wiederum Joseph Marx im Auftrag Atatürks in den Jahren 1932–33 als erster westlicher Musikexperte eine Bestandsaufnahme sowie Empfehlungen für den Aufbau eines türkischen Konzertwesens und Konservatoriums nach westlichem Vorbild vorgelegt hatte, wurde 1936 mit Hilfe des deutschen Komponisten und Musiktheoretikers Paul Hindemith das Staatskonservatorium von Ankara gegründet. Atatürks Einschränkung arabisch beeinflusster Musik wurde 1934 von Bürokraten falsch verstanden und führte zu einer kompletten Verbannung osmanischer klassischer Musik. Der Bann wurde etwa ein Jahr später von Atatürk persönlich abgeschafft.
In den 1980ern setzte der Präsident Turgut Özal liberale Medien-Regularien durch, und Pop, Rock, Hip-Hop und arabeske Musik drangen in die Mainstream-Musik der Türkei ein. Zum ersten Mal wurde auch Musik in kurdischer Sprache erlaubt, neben religiöser Sufi-Musik, insbesondere Mevlevi ayin (drehende Derwische).
1986 gründete Dr. Vladimir Ivanoff das Ensemble Sarband, welches sich mit den musikalischen Beziehungen zwischen Orient und Okzident vom Mittelalter bis in das 21. Jahrhundert beschäftigt und sich dabei besonders auf die Musikkulturen des Osmanischen Reichs konzentriert. Sarband musizierte seither in mehr als 500 Konzerten auf vier Kontinenten, produzierte zahlreiche preisgekrönte (Echo Klassik 2006 / 2003, 2 Grammy-Nominierungen) CDs und pflegt eine kontinuierliche kreative Zusammenarbeit mit anderen Künstlern, wie Concerto Köln, King's Singers, Mystère de Voix Bulgares.
2005 wurde unter der Leitung von Mehmet Cemal Yeşilçay das Pera Ensemble gegründet. Hier finden sich Solisten wie Ahmet Özhan, der Kanunspieler Ihsan Özer und andere virtuose Musiker zusammen. Ebenso arbeitet das Pera Ensemble eng mit dem Kölner Barock-Ensemble L'arte del Mondo (Werner Ehrhardt) zusammen. Erste gemeinsame Konzerte wie La Fete du Serail wurden realisiert. Das Alla Turca Sujet wir in Zusammenarbeit mit Pera und L'arte del Mondo als gemeinsame Inhalte gesehen. Weitere Produktionen und Konzerte wie das Pasticcio Armida, Café oder Levate, sowie Musik aus dem osmanischen Serail machten das Ensemble international bekannt.

## Moderne Genres

### Popmusik
In den 1960ern wurde westliche populäre Musik in der Türkei mit dem Namen „westliche Musik mit türkischen Texten“ eingeführt. Musik im Stil westlicher Popmusik wurde mit der ökonomischen und gesellschaftlichen Öffnung der Türkei um 1990 populär und dominiert seitdem die Popkultur. Den ersten Meilenstein der türkischen Popmusik setzte die Sängerin Yonca Evcimik 1991 mit ihrem Hit „Abone“, der einer der ersten Up-Tempo-Songs in der Türkei war. Die steigende Beliebtheit der Popmusik brachte auch einige international erfolgreiche Musiker, wie Tarkan hervor. Bis heute ist der türkische Pop stark durch Arabeske, türkische Volksmusik und Musik des Nahen Ostens beeinflusst, in den letzten Jahren auch vermehrt durch Dance- und Electro-Musik.
Der erfolgreichste türkische Popstar des 20. Jahrhunderts ist Sezen Aksu. Die berühmtesten männlichen Pop-Musiker der Türkei sind Tarkan und Mustafa Sandal, die beide internationale Erfolge verzeichnen konnten. Weitere bedeutende Pop-Künstler sind Ajda Pekkan, Sertab Erener, Yıldız Tilbe, Demet Akalın, Hande Yener, Gülşen, Serdar Ortaç und Kenan Doğulu (mehr unter Liste türkischer Popmusiker zu finden).

### Arabeske
Hauptartikel: Arabeske (Musikrichtung)
Arabeske ist ein Bestandteil der türkischen Popmusik. Es ist größtenteils arabischen Ursprungs und stammt vom Raks Şarkı ab (besser bekannt als Bauchtanz-Musik). Arabesk wurde in den 1940er-Jahren populär durch Haydar Tatlıyay und anderen Künstlern. Das 1948 erwirkte Verbot arabischsprachiger Musik war nicht erfolgreich, da viele Türken auf ihren Geräten Radio Kairo empfingen und arabische Musik weiterhin hohe Popularität genoss. Mitte der 1960er-Jahre wurden Volksmusikelemente in die arabeske Musik bei Musikern wie Ahmet Sezgin und Abdullah Yüce eingearbeitet. Orhan Gencebay und andere Künstler fügten später angloamerikanischen Rock ’n’ Roll der arabesken Musik hinzu.
Beginnend in den 1970ern bewirkte die Landflucht in größere Städte, insbesondere İstanbul, eine neue kulturelle Synthese, die jedoch durch einige Soziologen als Degeneration betrachtet wurde. Die neu zugezogenen Bewohner der Metropolen litten am meisten an den schweren ökonomischen Bedingungen und hatten Schwierigkeiten, sich an das Leben in einer Großstadt anzupassen. Diese neu entstandene Kultur schuf ihre eigene Musik, die Arabeske, die als Musik des Leides bekannt ist. Arabeske ist eine Verschmelzung aus türkischer Volksmusik und Musik des Nahen Ostens.
Bekannte türkische Arabeske-Sänger sind İbrahim Tatlıses, Ebru Gündeş oder Sibel Can.

### Anadolu Rock und Özgün Müzik
Hauptartikel: Anadolu Rock
Nach dem Militärputsch von 1980 schuf die leitende Subkultur der politischen Linken ihre eigene Arabeske als „degenerierte“ Version der Protestmusik, die Özgün Müzik. In der durch die Militärregierung beeinflussten Zeit wurde Arabeske und Özgün Müzik als „entartet“ bezeichnet und durch die Regierung demotiviert, während türkische klassische Musik gefördert wurde.
Erkin Koray, Cem Karaca und Barış Manço sind die bestbekannten Interpreten des Anadolu Rocks. Sie ebneten die Bühne für politisch motivierte Künstler wie Moğollar (Murat Ses), Kurtalan Ekspres, Yeni Türkü, Bulutsuzluk Özlemi, Zen und Zülfü Livaneli.
Livaneli wurde durch die Erfindung der Özgün Müzik bekannt, ein gitarrenbasierendes Genre in Kombination mit sanfter Singstimme mit arabesker Musik und ländlichen Melodien. Die Texte waren im Allgemeinen nicht revolutionär, jedoch sang beispielsweise Ahmet Kaya Gedichte von Nâzım Hikmet.

### Türkischer Hip-Hop
Hauptartikel: Türkischer Hip-Hop
Türkischer Hip-Hop begann in Deutschland. Als eine der ersten türkischsprachigen Hip-Hop-Gruppen veröffentlichte 1992 Islamic Force aus Berlin-Kreuzberg ihre erste Maxisingle „My Melody“. 1995 brachte die türkdeutsche Gemeinschaft die Hip-Hop-Gruppe Cartel hervor, die in der Türkei und in Deutschland aufgrund ihrer Texte kontrovers diskutiert wurden. Beide Gruppen nannten ihren Stil Orientalischen Hip-Hop und mischten Hip-Hop mit Musik des Nahen Ostens.
In den 2000er Jahren waren vor allem die Rapper Ceza, Sagopa Kajmer oder Dr. Fuchs sehr erfolgreich. Ab Ende der 2010er Jahre feierte die Rapmusik ein Comeback in der Türkei. Seitdem konnten sich Rapper wie Ezhel, Ben Fero, Murda, Gazapizm, Eypio, Anıl Piyancı, Uzi, Sefo, Cakal, Lvbel C5, Batuflex oder Blok3 in der türkischen Rap-Szene etablieren.